# Adam Haluska
Adam Haluska né le 16 novembre 1983 à Carroll en Iowa, est un joueur américain de basket-ball ayant joué pour l'Energy de l'Iowa et l'Hapoël Jérusalem.